# Struktura socjometryczna
Struktura socjometryczna – typowy układ wzajemnych sympatii, antypatii lub obojętności, jakie występują pomiędzy członkami grupy. Powstaje w wyniku oddziaływania ludzi na siebie. Pozwala na opis grupy z punktu widzenia jej dynamiki.
W socjometrii struktura ta przedstawiana jest za pomocą socjogramów i tabel socjometrycznych.
Struktura socjometryczna jest afektywna, oparta na uczuciach i emocjach w grupie. Ma szczególne znaczenie dla małej grupy społecznej.
Czynniki wpływające na kształtowanie się grupy socjometrycznej:
- potrzeba emocjonalna,
- potrzeba bliskości,
- podobieństwo postaw,
- relacje wymiany: potrzeba nagradzania i satysfakcji.